# 中野謙二
中野 謙二（なかの けんじ、1931年9月12日 - 2004年11月19日）は、日本のジャーナリスト、中国問題評論家。現代中国学会会員。

## 略歴
富山県高岡市生まれ。1954年、東京外国語大学中国語科卒業。
1954年毎日新聞社入社。1970年ソウル支局長、1973年香港支局長、東京本社外信部副部長を経て、1976年北京支局長、1979年論説委員。
1986年高岡短期大学教授に就任。1989年東海大学教授、2002年定年退職。
2000年、アジア人口・開発協会評議員。

## 著書

### 単著
- The population of Mainland China and its recent trends by Kenji Nakano Mainichi Population Problems Research Council 1971 (Series ; no. 22)
- 肌で感じた新中国 中野謙二 著 毎日新聞社 1980 (特派員の目)
- 新北京歳時記 中野謙二 著 東方書店 1981 (東方選書 ; 7)
- 肌で感じた新中国 中野謙二 著 三修社 1983
- 中国社会への散歩 : 十億の隣人はいま 中野謙二 著 有斐閣 1984 (有斐閣選書)
- 2001年の香港 中野謙二 著 研文出版 1985 (研文選書 ; 25)
- 中国概論 : 理解のためのキーワード 中野謙二 著 有斐閣 1986 (有斐閣選書)
- 中国残留孤児問題 : その問いかけるもの 中野謙二 著 情報企画出版 1987 (ブックス・アイ ; 1)
- 中国風土記 中野謙二 著 東方書店 1988 (東方選書 ; 16)
- 国際社会論 : 世界の中の日本は 中野謙二 著 情報企画出版 1988 (ブックス・アイ ; 2
- 東アジアの食文化 : 北京・香港・ソウル 中野謙二 著 研文出版 1989 (研文選書 ; 43)
- 万葉のふるさと : 高岡とその周辺 中野謙二 著 人と文化社 1990 (叢書・人と文化 ; 6)
- 北東アジアの新風 : 環日本海新時代の原点をさぐる 中野謙二 著 情報企画出版 1991 (ブックス・アイ ; 3)
- 現代中国30章 武吉次朗, 中野謙二 著 大修館書店 1994
- 21世紀の人と社会 中野謙二 著 人と文化社 1994 (叢書・人と文化 ; 14)
- 中国概論 : 理解のためのキーワード 中野謙二 著 有斐閣 1995 (有斐閣選書)
- 中国の社会構造 : 近代化による変容 中野謙二 著 大修館書店 1997
- キーワードで見る中国50年 中野謙二 著 大修館書店 1999 (あじあブックス ; 14)
- 中国50年の虚像と実像 中野謙二 著 大修館書店 1999
- 囲碁中国四千年の知恵 中野謙二 著 創土社 2002
- 漢民族の源流を探る : 羌族史の解明から 中野謙二 著 エフ・アイ・プラン 2003

### 共著・編著
- 現代を読む時事中国語 志村規矩夫, 中野謙二 共編著 国際語学社 1995
- 香港返還 : その軌跡と展望 中野謙二 [ほか]編著 大修館書店 1996
- 新現代を読む時事中国語 志村規矩夫, 中野謙二 共編著 国際語学社 1997
- 日本の近代化と知識人 東海大学外国語教育センター異文化交流研究会 編 東海大学出版会 2000 (若き日本と世界 ; 2)
- 現代中国30章 武吉次朗, 中野謙二 著 大修館書店 2004